# Silke Urbanski
Silke Urbanski (* 5. Februar 1964 in Hamburg) ist eine Historikerin, Autorin und ehemalige Politikerin der Sozialdemokratischen Partei Deutschlands (SPD).

## Leben und Beruf
Urbanski besuchte in den Jahren 1970 bis 1983 die Schule. Danach studierte sie Geschichte, Philosophie und Pädagogik an der Universität Hamburg.
In den Jahren 1986/87 arbeitete sie als Lehrerin in London Borough of Richmond upon Thames. Während ihres Studiums und zu Beginn ihrer Promotionszeit war sie am Museum für Hamburgische Geschichte als Honorarkraft in der Museumspädagogik tätig. Von 1989 bis 1991 und von 1992 bis 1995 war sie Wissenschaftliche Mitarbeiterin und von 1995 bis 1997 Studienreferendarin sowie Lehrbeauftragte an der Universität Hamburg am Lehrstuhl von Gerhard Theuerkauf. Sie promovierte im Jahr 1996 zum Dr. phil. über die Geschichte des Klosters Harvestehude. Seit 1997 arbeitete sie als Lehrerin an der Max-Brauer-Gesamtschule Hamburg-Altona und weiterhin als Dozentin des Historischen Seminars der Universität Hamburg. Im Jahr 2008 wurde sie Lehrerin am Albert-Schweitzer-Gymnasium in Hamburg. Sie veröffentlichte zudem die historische Biografie der spätmittelalterlichen Spitalsgründerin Geseke Cletzen und historische Romane. Dabei fließen ihre Kenntnisse des Mittelalters in die Geschichten ein, die ihren Ausgangspunkt stets in historischen Ereignissen haben.
Zudem veröffentlichte Urbanski Handreichungen für den Geschichtsunterricht und war Herausgeberin zweier wissenschaftlicher Festschriften für ihren Universitätslehrer Gerhard Theuerkauf.
Seit August 2014 arbeitet sie an dem Projekt „Hamburg-Geschichtsbuch“, einem Lese-, Informations- und Lehrwerk zur Hamburgischen Geschichte, getragen von der Arbeitsstelle für Hamburgische Geschichte, dem Verein für Hamburgische Geschichte und der Behörde für Schule und Berufsbildung Hamburg. Sie hat dieses Projekt entwickelt und initiiert, das Team der Autoren zusammengestellt und viele der dort zu findenden Arbeitsblätter entworfen.  Am 6. September 2017 wurde die Website der Öffentlichkeit vorgestellt. Urbanski arbeitet gemeinsam mit Historikern der Universität Hamburg, der Arbeitsstelle für Hamburgische Geschichte und der Forschungsstelle für Zeitgeschichte weiter an der Website. Ab  August 2021 arbeitet Urbanski als wissenschaftliche und fachliche Leitung am Hamburger Schulmuseum.

## Politik
Urbanski trat im Jahr 1986 in die SPD ein und war von 1993 bis 1997 Deputierte in der Kulturbehörde. Sie war Mitglied der Hamburgischen Bürgerschaft in der 16. Wahlperiode von 1997 bis 2001. Dort saß sie für ihre Fraktion im  Ausschuss für Wissenschaft und Forschung, im Ausschuss für die Gleichstellung der Frau sowie im Kulturausschuss. 2005 gab sie ihren Lehrauftrag an der Universität Hamburg aus Protest gegen die Studiengebühren, die in Hamburg ab dem Jahr 2007 an allen Hochschulen eingeführt wurden, zurück.

## Werke (Auswahl)
- als Hrsg.: Recht und Alltag im Hanseraum. Gerhard Theuerkauf zum 60. Geburtstag. Lüneburg 1993, ISBN 3-925476-03-2.
- Geschichte des Klosters Harvestehude. „In valle virginum“. Wirtschaftliche, soziale und politische Entwicklung eines Nonnenklosters bei Hamburg 1245–1530. Dissertation. Münster 1996, ISBN 3-8258-2758-5.
- Geseke Cletzen. Eine Biografie mit Rezepten. Hamburg 2003, ISBN 3-434-52595-5.
- mit Christina Deggim (Hrsg.): Hamburg und Nordeuropa. Studien zur Stadt- und Regionalgeschichte. Festschrift für Gerhard Theuerkauf zum 70. Geburtstag. Hamburg 2004, ISBN 3-8258-7587-3.
- mit Michael Siefener: Totentanz. Köln 2006, ISBN 3-89705-454-X.
- Störtebekers Henker. Köln 2009, ISBN 978-3-89705-670-1.
- Für die Freiheit von Hamburg. Köln 2011, ISBN 978-3-89705-857-6.
- Safrantod. Stade 2012, ISBN 978-3-87697-020-2.